# Farah (namn)
Farah är ett könsneutralt förnamn. 213 män har namnet i Sverige och 489 kvinnor. Flest bärare av namnet i Sverige har Stockholm, där 72 män och 179 kvinnor har namnet.

## Personer med namnet
- Farah Pahlavi, född Diba, Irans sista kejsarinna
- Farah (skådespelare), Bollywoodskådespelare från 1980-talet
- Farah Hussain, pakistansk skådespelare
- Farah Khan, indisk koreograf och regissör
- Farah Naqvi, indisk författare och aktivist
- Farah Fath, amerikansk såpoperaskådespelare
- Farah Atiyat, jordansk musiker
- Joseph Farah, amerikansk journalist och konservativ politiker
- Kenza Farah, fransk rapartist
- Martha Farah, psykolog
- Mo Farah, somaliskfödd brittisk friidrottare
- Nuruddin Farah, somalisk författare
- Robbie Farah, Australisk rugbyspelare
- Farrah Fawcett, amerikansk skådespelare
- Farrah Abraham, amerikansk skådespelare